# 名古屋市立猪子石小学校
名古屋市立猪子石小学校（なごやしりつ いのこいししょうがっこう）は、愛知県名古屋市名東区猪子石二丁目にある公立小学校。

## 概要
猪高台一丁目、猪子石一丁目、猪子石二丁目、猪子石三丁目などが通学区域であり、公立中学校の進学先は名古屋市立猪高中学校である。

## 沿革
- 1972年（昭和47年） - 名古屋市立香流小学校の分校として設置される。
- 1973年（昭和48年）4月 - 名古屋市立猪子石小学校として独立し、開校する。
- 1975年（昭和50年）2月1日 - 千種区から名東区が分離する。猪子石小学校は千種区から名東区の小学校となる。
- 1979年（昭和54年） - 分校を設置する。
- 1980年（昭和55年）4月 - 分校が名古屋市立引山小学校として独立する。

## 交通アクセス
- 名古屋市営バス【幹一社1号系統】、【本郷11号系統】「猪子石小学校」バス停より徒歩で約5分。